# Mont Coudon
Le mont Coudon est un des principaux sommets des Monts toulonnais. Il culmine à 700 mètres d'altitude. On trouve à ses pieds, entre autres, les communes de Toulon et La Valette-du-Var. Il est simplement surnommé dans la région Le Coudon.

## Géographie

### Accès
Le sommet du Coudon est accessible par la route départementale D 446 que l'on prend depuis la  D 46 (route des Favières) reliant Toulon-Ouest à la zone commerciale de Grand Var située sur les communes de La Valette-du-Var et de La Garde.
Le sommet du Coudon est interdit d'accès car il abrite à son sommet le fort Est du Coudon, dit fort Lieutenant-Girardon. Ayant appartenu au système Séré de Rivières, c'est aujourd'hui une base de surveillance militaire très importante pour la région militaire de défense « Méditerranée ».

### Panorama
Les Alpes sont visibles de nombreux jours dans l'année, surtout les jours de fort mistral durant lesquels le temps est clair. Il est possible, au mois de novembre en général et seulement entre un et trois jours dans l'année, d'apercevoir les sommets corses par réverbération atmosphérique. Le panorama est caché à l'ouest par le mont Faron et le mont Caume.

### Géologie
Le Coudon représente le bout de la chaîne des Monts toulonnais, qui commencent aux environs de Bandol pour se finir en à-pic sur la commune de La Valette-du-Var. Il est constitué de calcaire blanc, particularité qui ressort mieux que sur le mont Caume ou le mont Faron qui sont davantage boisés.

## Histoire
L'écrivain George Sand l'a gravi le 21 mai 1861 et le mentionne dans son journal, Voyage dit du Midi, ainsi que dans l’ouvrage Tamaris.

## Activités

### Cyclisme
L'ascension est longue de 6,1 km et présente un dénivelé de 438 mètres pour une pente moyenne de 7,2 %.

### Escalade
Le mont Coudon est un site d'escalade, décrit dans plusieurs topos. Il comporte, sur ses versants sud et nord-est des secteurs de couennes (voie d'une longueur) ainsi que des secteurs de grandes voies équipées pour l'escalade sportive :
- Baudouvin (sous-secteurs : Gauche / Centre / Droite) ;
- Noctambule / Verticale / Grandes voies / Boély / Petit surplomb / Dés / Laura / Mythe errant / Canicule / Feeling / Balançoire / Astérix / Aziza / Gobovol (une partie de cette série de secteurs est accessible par le haut de la falaise au niveau d'une ancienne aire d'envol pour deltaplanes) ;
- Frigo et Brumes (sous-secteurs : La source / A plat / Perez / corniche 1 et 2 / La baume / Brumes 1 et 2).

## Anecdote
Le lycée général et technologique de La Garde porte le nom de lycée du Coudon.